# Samuel Maier
Samuel Maier, född 3 oktober 1999, är en österrikisk skeletonåkare.

## Karriär
Vid EM 2025 i Lillehammer tog Maier guld i herrarnas tävling.